# أنطونيو لاجو
أنطونيو لاجو (بالإيطالية: Antonio Lago)‏ هو مهندس إيطالي، ولد في 28 مارس 1893 في البندقية في إيطاليا، وتوفي في 1 ديسمبر 1960 في باريس في فرنسا.